# Awraham Szechterman
Awraham Szechterman (hebr.: אברהם שכטרמן, ang.: Avraham Shekhterman,. Abraham Shechterman, ur. 1910 w Odessie, zm. 7 grudnia 1986) – izraelski polityk, w latach 1969–1977 poseł do Knesetu z list Gahalu i Likudu.
W wyborach parlamentarnych w 1969 dostał się po raz pierwszy do izraelskiego parlamentu. Zasiadał w Knesetach VII i VIII kadencji.